# Sierra de Tenango
La Sierra de Tenango, también denominada como la Sierra Otomí Tepehua, es una de las regiones geográficas y culturales del estado de Hidalgo en México. Se caracteriza por ser una región de pequeñas montañas abruptas y pequeños llanos intramontañosos; por extensas zonas boscosas, donde se pueden encontrar una gran cantidad de manantiales, arroyos y saltos de agua. Se localiza en el extremo oriente de Hidalgo, y está integrada por los municipios de Acaxochitlán, Agua Blanca de Iturbide, Huehuetla, San Bartolo Tutotepec y Tenango de Doria; y una pequeña sección del municipio de Metepec.

## Toponimia
Recibe el nombre de Tenango, la principal localidad de la región; la voz de Tenango (Tenanco) es de origen náhuatl de tenamitl “muro o pared” y el locativo co, y significa “En el lugar de los muros”. También conocida como la sierra, zona o región Otomí-Tepehua, esto debido al pueblo otomí y el pueblo Tepehua son los dos principales pueblos indígenas de la zona. La región también ha recibido los nombres de Sierra de Huehuetla o Sierra de Tutotepec, debido a otras dos importantes localidades de la zona.

## Geografía

### Delimitación

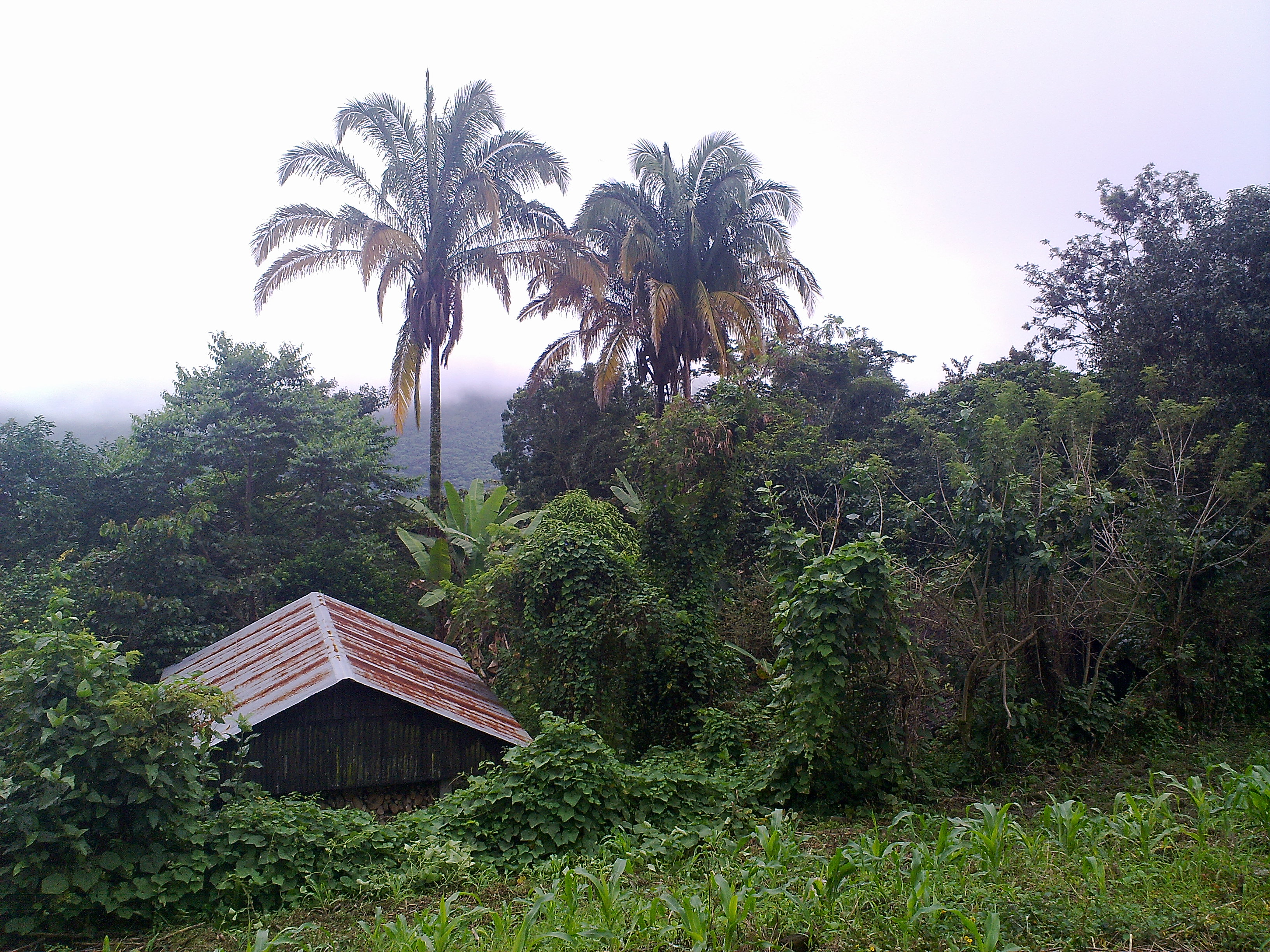
Panorámica del municipio de Huehuetla.

La Sierra de Tenango inicia pasando el Valle de Tulancingo hacia Acaxochitlán; pero es muy difícil determinar sus límites, debido a que se confunde con las laderas que bajan a la región Huasteca; algunas cartas geográficas la nombran como parte de la Sierra Norte de Puebla y otras como parte de la Sierra de Huayacocotla. Incluso al municipio de Acaxochitlán se le ha llegado a denominar como parte de la región del Totonacapan.

### Relieve e hidrografía

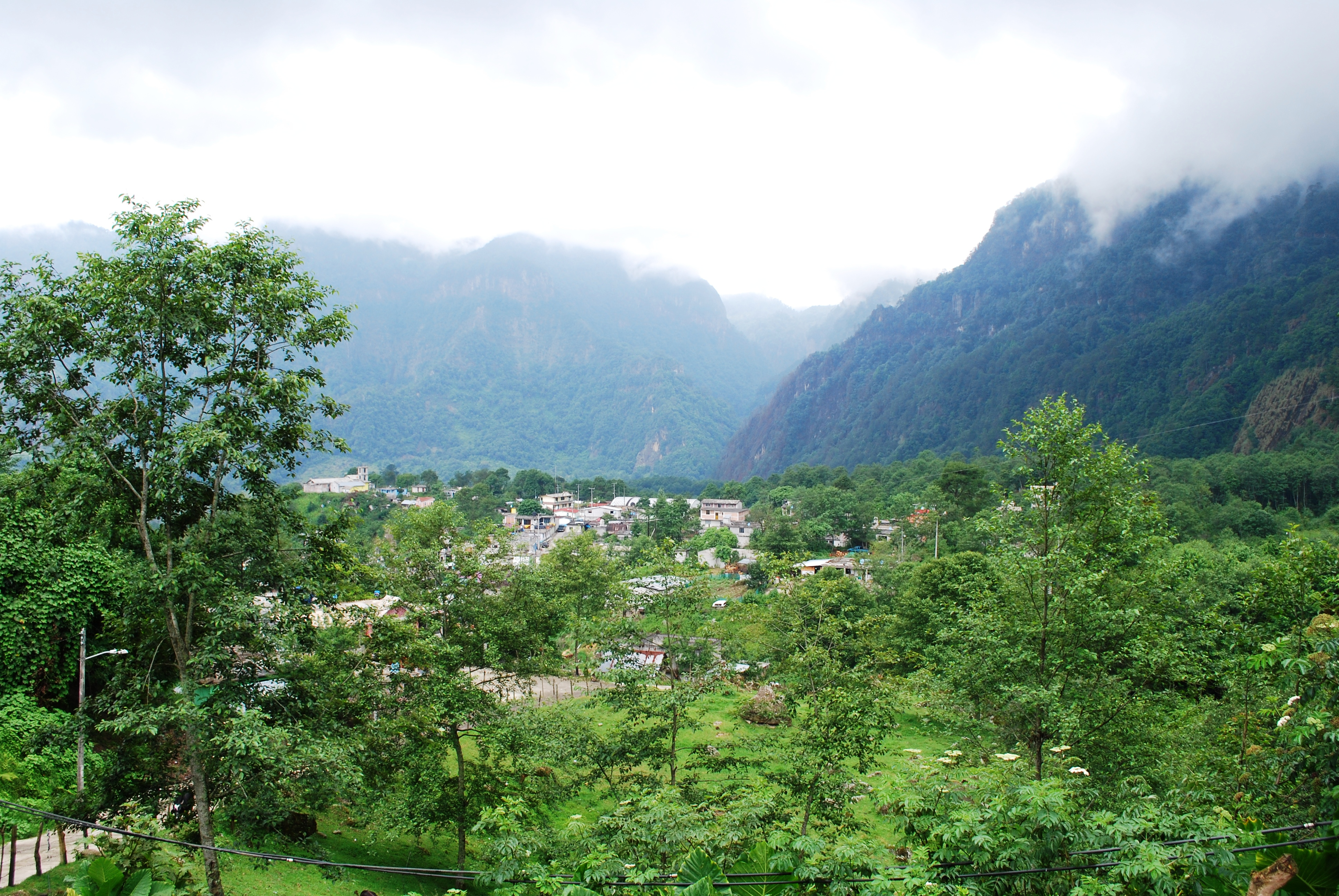
Santa Mónica (Tenango de Doria).

Se encuentra en la provincia fisiográfica de la Sierra Madre Oriental, se caracteriza por ser una región de montañas menos abruptas y tiene pequeñ0s llanos intramontañosos. Pertenece a la región hidrológica "Norte de Veracruz" (río Tuxpan-río Nautla). Los principales ríos son el Pantepec y Chiflón, el río Chifon sirve de límite entre el estado de Veracruz e Hidalgo, en los municipios de San Bartolo Tutotepec y Huehuetla, pasando al estado de Veracruz. El río Pantepec se origina al poniente de Tenango de Doria, y pasa por el municipio de Huehuetla, para pasar a la Sierra Norte de Puebla; estos ríos sirven como afluentes del río Tuxpan. Se cuenta con las presas llamadas el Tejocotal y Omitémetl, que junto con otras tres presas más forman el sistema hidroeléctrico de Necaxa.

### Clima y vegetación
Cuenta con una temperatura media anual de 16 °C, y el clima es templado húmedo con neblinas constantes y mucha lluvia en el verano. En las partes altas de las montañas crecen robles, pinos y encinos, mientras que en las laderas y valles hay cedros, caobas y ceibas. La fauna está representada por tlacuache, jabalí, venado, tigrillo, tejón y guajolote silvestre. La agricultura es de temporal; se cultiva maíz, frijol, plátano, café, cacahuate, aguacate, manzana y pera.

## Cultura

### Pueblos indígenas
La población es mayoritariamente otomí, se concentra en los municipios de Huehuetla, San Bartolo Tutotepec, y Tenango de Doria. Hablan una variante del idioma otomí denominado como otomí de Tenango, que se conoce con el nombre de hñähñu, ñuju, ñoju o yühu. Los tepehua se concentran principalmente en el municipio de Huehuetla, en las localidades de Huehuetla y Barrio Aztlán; y hablan el idioma tepehua con una variante denominada como Tepehua de Huehuetla,, y sus hablantes se autodenominan lhiimaqalhqama’ y lhiima’alh’ama’. En el municipio de Acaxochitlán, se encuentra una población Nahua, se habla náhuatl; con la variante maseual tla'tol, esta variante es conocida como náhuatl del noreste central.

### Artesanías

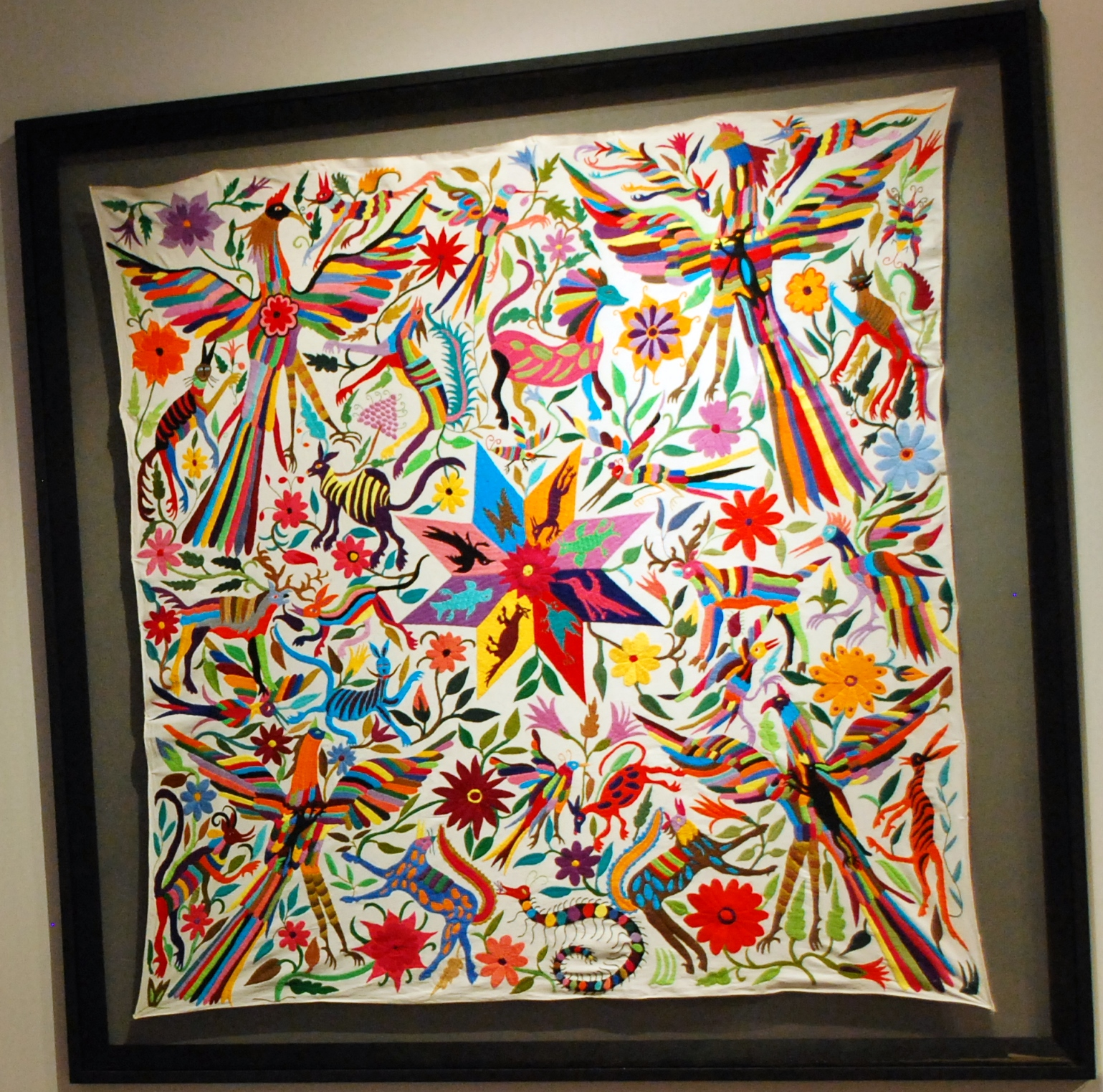
Bordado de Tenango

En el municipio de Tenango de Doria y en menor medida en el municipio de San Bartolo Tutotepec; se elabora un estilo de bordado denominado Tenango; que se característica por su combinación de colores y la representación de la flora y fauna, también se puede representar escenas de la vida cotidiana, la religión, fiestas patronales, carnaval, día de muertos, la cosecha, etc.

### Fiestas
En la Sierra de Tenango es común el uso de algunas tradiciones que a menudo provienen de Veracruz, o de la Sierra Norte de Puebla, como la danza de Quetzales, la danza de los Acatlaxquis, y el Rito de los voladores. La Danza de Quetzales fue creada a base de ritual y tradición prehispánicos, se llama de esta manera porque los danzantes utilizan unos penachos elaborados con plumas de quetzal. La danza de los Acatlaxquis es de origen otomí deriva de un rito prehispánico, los danzantes forman un arco con cañas y, conjuntamente, acaban por formar una especie de cúpula. En San Bartolo Tutotepec durante el Carnaval los mayordomos son los encargados de obtener lo necesario para llevar a cabo el ritual; son elegidos dos años antes y empiezan a tener obligaciones desde el momento de la elección. En el centro de la comunidad se coloca el Palo Volador o rito de los voladores, al que dan el nombre de Tók’xúni, el carnaval comenzará y terminará allí.
Durante el Carnaval en el municipio de Huehuetla se realizan la danza de los Tampulánes, acto ritual, que sirve para ahuyentar a los malos espíritus y proteger al niño Dios; la danza de los Pastores, escena para a rendir honores al Niño Jesús, inmediatamente después de su nacimiento y dedicada a la Santa Virgen; en el último día del Carnaval se escenifica la Danza del Fuego o de la Lumbre, ceremonia sobre un altar de fuego con el fin de protegerse de los malos espíritus.
En el municipio de Acaxochitlán en las fiestas patronales, se baila al ritmo de sones, interpretados con instrumentos de cuerda, en particular el Xochipitzáhuac. Durante estos bailes se utiliza el xochimapal, un objeto ritual que consiste, en una vara con tres ramificaciones en uno de sus extremos, decorada con totomoxtle, flores, follaje silvestre, pan o fruta.  Para bailar, el xochimapal se toma con las dos manos y se lleva al frente. Es un símbolo de fertilidad y abundancia; representa la unión de lo divino con lo humano y es al mismo tiempo una representación de Dios en la cosmogonía indígena.
Durante el día de muertos el grupo tepehua, comienza las celebraciones el 18 de octubre; en este día, ofrecen comida a los fallecidos de manera violenta, pues resultan espíritus proclives a causar enfermedades; de ahí la necesidad de colocar sus “altares” en sitios alejados del resto. La celebración tepehua se conoce localmente como Santoro, una expresión lingüística dirigida a señalar sanctorum. En Acaxochitlán destaca la producción de pan cruzado, utilizado en los altares de muerto.